# 거울 나라의 전쟁
《거울 나라의 전쟁》(영어: The Looking Glass War)은 영국에서 제작된 프랭크 피어슨 감독의 1969년 액션, 스릴러, 드라마 영화이다. 크리스토퍼 존스 등이 주연으로 출연하였고 존 복스 등이 제작에 참여하였다.

## 출연

### 주연
- 크리스토퍼 존스
- 랠프 리처드슨
- 피아 디거마크
- 폴 로저스
- 안소니 홉킨스

### 조연
- 맥신 오드리
- 가이 디기
- 존 플랭클린
- 수잔 조지
- 프레더릭 제거
- 안나 마시
- 폴 맥스웰
- 레이 매커널리
- 비비안 피클즈
- 랠프 리처드슨
- 마이클 로빈스
- 시릴 쉐입스
- 피터 스와닉
- 로버트 유쿼하트
- 티모시 웨스트

## 기타
- 원작자: 존 르 카레
- 협력프로듀서: 윌리엄 커비
- 미술: 테렌스 마쉬
- 의상: 디너 그리트
- 배역: 로버트 레너드